# Amtsgericht Immenstadt

Stadtschloss, ehemaliger Sitz des Amtsgerichts Immenstadt

Das Amtsgericht Immenstadt war von 1879 bis 1970 ein Gericht der ordentlichen Gerichtsbarkeit in Immenstadt im Allgäu in Bayern.

## Geschichte
Am 1. Oktober 1879 kam es anlässlich der Einführung des Gerichtsverfassungsgesetzes in Bayern zur Errichtung eines Amtsgerichts in Immenstadt, dessen Sprengel deckungsgleich mit dem des vorherigen Landgerichts Immenstadt war und demnach die Gemeinden Aach, Akams, Balderschwang, Blaichach, Bolsterlang, Bühl, Diepolz, Eckarts, Fischen, Gunzesried, Immenstadt, Missen, Niedersonthofen, Obermaiselstein, Ofterschwang, Staufen, Stein, Stiefenhofen, Thalkirchdorf, Tiefenbach und Wilhams umfasste. Übergeordnete Instanz war das Landgericht Kempten.
Mit Wirkung zum 1. Oktober 1938 kam es zum Gebietstausch mit dem Amtsgericht Sonthofen, während Bolsterlang, Fischen, Obermaiselstein, Ofterschwang und Tiefenbach dem Sonthofener Amtsgerichtsbezirk zugeteilt wurden, konnten die Orte Ottacker, Rauhenzell, Rettenberg, Untermaiselstein und Vorderburg aus jenem Sprengel eingegliedert werden.
Am 1. Januar 1970 erfolgte die Aufhebung des Amtsgerichts Immenstadt und die Zuweisung des Bezirks an das Amtsgericht Sonthofen.